# ビスケットランド
『ビスケットランド』（Biscuit Land）は、テレビ大阪で毎週土曜 6:10 - 6:25に放送されていた子供向けの情報バラエティ番組。

## 概要
タレント養成所のメディアバルーンが企画・製作した番組の1つで、研修生のキッズタレントたちを出演させていた。オーナー役に元ずうとるびの新井康弘とお笑いコンビのトライアングルを、従業員役にピックポックとクッシンマンを起用していた。
内容は、江崎グリコのスナック菓子を食材としたクッキングとダンスがメインで、他に早口言葉や海遊館のおともだち、ミキハウスの服をコーディネートするコーナーなどがあった。ロケ地にはひらかたパークが使われていた。
放送開始は2004年10月で、1期につき1クールの放送期間を設けていた。2006年7月から第8期目の放送となっていた。基本的には15分番組だったが、第3期目・第4期目では30分番組（6:00 - 6:30）となっていた。

## 出演者

### オーナー
- 新井康弘（第3期まで・第6期以降）
- トライアングル（第4期）
- 浜口仁（第5期）

### 従業員
- 藤川美伊那（第1期）
- 永井静香（第1期）
- 河野磨美（第2期以降）
- 坪根未来（第2期以降）
- 栢木匤孝（ピックポック　ブラッキー）
- 乾多恵　（初代ピックポック　タピン）
- 辻裕美子（初代ピックポック　ピカリン）
- 高寺裕司（初代ピックポック　ループ）
- 山本恭平（ピックポック　ループ）
- 別田学　（クッシンマン）
- 杉野正之（クッシンマン）
- 大賀セイ
- 酒井健裕
- 山中信二
- 永井良和（初代ピックポック　スカイピー）

## 主なスタッフ
- プロデューサー：山岡八高
- 企画・製作：メディアバルーン